# 森岡恭彦
森岡 恭彦（もりおか やすひこ、1930年8月25日 - ）は日本の医学者、医学博士。専門は外科学。
1987年、昭和天皇の手術の執刀医を務めた。

## 略歴
- 1955年 - 東京大学医学部卒業
- 1956年 - 東京大学医学部第一外科学教室に入局
- 1960年 - 同大学大学院修了
- 1966年 - フランス政府給費技術留学生としてパリ大学出張
- 1972年 - 自治医科大学外科教授
- 1979年 - フランス外科アカデミー会員
- 1981年 - 東京大学医学部第一外科教授
- 1986年 - 東京大学医学部附属病院院長
- 1991年 - 関東労災病院院長、東京大学名誉教授
- 1994年 - 日本赤十字社医療センター院長

## 著作
主な著作は以下のとおり。
- 腹部血管造影法 / 石川浩一と共著、中外医学社、1971
- 外科診断学 / リュシアン・レジェール[他]、中外医学社、1974
- わが生涯の一期一会 / ルネ・ルリィシュ[他]、医学書院、1977.9
- 消化管の生理学 / Leonard R.Johnson[他]、中外医学社、1979.8
- 新腹部血管造影法 / 森岡恭彦[他]、中外医学社、1981.11
- 術前術後の合併症マニュアル. 第9巻、日本メディカルセンター、1983.12
- 膵臓の外科 / レジェ[他]、中外医学社、1984.1
- カラー図説医学大事典 / A.Domart、J.Bourneuf[他]、朝倉書店、1985.6
- 臨床応用をめざしたブタ肝臓移植に関する研究 / 東京大学、1985-1987
- 腹痛・吐き気・下痢・黄だん / 読売新聞社、1988.12、(40歳からの最新健康情報・症状別 ; 3)
- 生きる権利と死ぬ権利 / フランソア・サルダ[他]、みすず書房、1988.2
- 大腸癌肝転移の基礎的臨床的研究--アラキドン酸カスケードからみた転移機構の解明とその臨床応用 / 東京大学、1988-1990
- 新臨床外科学 / 医学書院、1989.2
- ドキュメント安楽死 / イゴール・バレール、エチエンヌ・ラルウ[他]、講談社、1989.3
- 術前・術後管理のための臨床検査 / 金原出版、1989.3、(臨床検査mook ; no.32)
- 新腹部外科手術書 / 南山堂、1990.7
- 近代外科の父・パレ / 日本放送出版協会、1990.11、(NHKブックス ; 609)
- 再手術外科 / Ronald K.Tompkins[他]、メディカル・サイエンス・インターナショナル、1992.5
- 医の倫理 / Alan G.Johnson[他]、南江堂、1992.10
- 臨床外科学. 3 / 朝倉書店、1993.11
- 手術室から「セ・ラ・ヴィ」 / 講談社、1994.9
- 健康生活医学事典 / チクマ秀版社、1994.3
- 臨床外科学. 2 / 朝倉書店、1994.6
- 臨床外科学. 1 / 朝倉書店、1994.11
- インフォームド・コンセント / 日本放送出版協会、1994.9、(NHKブックス ; 711)
- 外科栄養・代謝管理ハンドブック / 森岡恭彦[他]、第3版、中外医学社、1994.6
- 腹部症状のプライマリケア / 森岡恭彦[他]、南山堂、1999.6
- インフォームド・コンセントガイダンス. がん診療編 / 先端医学社、1999.4
- 生きる権利と死ぬ権利 / フランソワ・サルダ[他]、新装、みすず書房、2000.6
- 「医」の倫理とは / アンドレ・グアゼ[他]、産業図書、2000.10
- 消化器疾患の最新医療 / 鎌田武信、戸田剛太郎[他]、寺田国際事務所/先端医療技術研究所、2001.4、(先端医療シリーズ ; 11)
- 新医学概論 / 村上陽一郎、養老孟司と共著、産業図書、2003.10
- 死にゆく人のための医療 / 日本放送出版協会、2003.11、(生活人新書)
- ナースのためのポケット略語辞典 / 森岡恭彦[他]、新版、中山書店、2003.12
- 医の倫理と法 / 南江堂、2004.8
- 医の倫理 / 畔柳達雄と共著、日本医師会、2006.4
- 病院長のコーヒータイム / 産業図書、2006.7
- 外科学総論 / 川島康生、森昌造、水戸廸郎と共著、朝倉書店、2006.6、(臨床外科学 ; 1)
- 胸部外科学・小児外科学 / 川島康生、森昌造、水戸廸郎と共著、朝倉書店、2006.6、(臨床外科学 ; 2)
- 消化器外科学 / 川島康生、森昌造、水戸廸郎と共著、朝倉書店、2006.6、(臨床外科学 ; 3)
- カラー図説医学大事典 / A.Domart、J.Bourneuf[他]、新装版、朝倉書店、2008.7
- ナースのためのポケット略語辞典 / 森岡恭彦[他]、第3版、中山書店、2009.7